# نووپاولوفکا (شهرستان سوقلوق)
نووپاولوفکا (به لاتین: Novopavlovka) یک روستا در قرقیزستان است که در شهرستان سوقلوق واقع شده‌است. نووپاولوفکا ۵۲۵ کیلومتر مربع مساحت و ۲۱٬۳۵۷ نفر جمعیت دارد و ۷۳۸ متر بالاتر از سطح دریا واقع شده‌است.